# Testa di Cariatide
Testa di Cariatide è una scultura di Amedeo Modigliani. L’opera è stata donata dall’Istituto “Amedeo Modigliani” al Museo all'aperto Bilotti di Cosenza ed è collocata in piazza Kennedy.

## Descrizione
La Testa di Cariatide è l’unica scultura monumentale di Modigliani tratta da un modello in legno del 1910 che oggi si trova in Austria. La scultura, alta più di due metri, è realizzata in bronzo. Secondo la ricostruzione etimologica, le Cariatidi erano le donne di Karyes, una città del Peloponneso. Dopo la loro vittoria nelle guerre persiane, gli Ateniesi fecero schiave tutte le donne. In seguito gli scultori ateniesi raffigurarono le donne di Caria tristi ed affaticate nella loggia dell’Eretto, nell’atto di sorreggere il peso dell’edificio per tramandarne il ricordo.